# Helly Luv
Helan Abdulla (Urmia, Iran, 16 november 1988), beter bekend onder haar artiestennaam Helly Luv, is een Koerdische zanger, danser, choreograaf, actrice en model. Haar carrière begon met covervideo's geüpload op socialmediawebsites als Myspace en YouTube. Ze heeft veel populariteit gekregen door haar in 2013 uitgebrachte album Risk It All. In 2014 speelde ze in de film Mardan.
Helan Abdulla's ouders vluchtten tijdens de Iran-Irakoorlog van de plaats Duhok in Iraaks-Koerdistan naar Iran. Hier werd Helan Abdulla op 16 november 1988 geboren. Van daar is de familie naar Turkije gevlucht voor veiligheid. Later is de familie naar Finland geëmigreerd, waar zij tot de eerste Koerdische immigranten in Finland behoorden. In 2006 is Helly Luv naar de Verenigde Staten geëmigreerd voor haar carrière.
In juli 2014 keerde Helly Luv tijdelijk terug naar Duhok, waar ze voedsel en water aan Koerdische strijders (peshmerga) verstrekte.

## Discografie
- 2013 Risk It All
- 2015 Revolution